# Трапезундская империя
Трапезу́ндская импе́рия (устар. «Трапезунтская империя», ср.-греч. Αυτοκρατορία της Τραπεζούντας) — средневековое греко-православное государство, образовавшееся в 1204 году на побережье Чёрного моря, на северо-востоке Малой Азии, а также частично в Крыму и в Предкавказье, в результате распада Восточной Римской (Византийской) империи. На первых порах представляло собой весьма удобную, в условиях малоазийского политического хаоса, прибрежную буферную зону, преимущественно греческие правители которой некоторое время весьма успешно играли на противоречиях между Грузинским царством, сельджукскими владениями, Никейской империей, итальянскими талассократиями Венецией и Генуей. Византийские и в некоторой степени трапезундские авторы, такие как Пахимер, Грегорас, Лазаропул и Бессарион утверждали, что Иоанн II и его сын Алексей II были «князьями лазов», а Великие Комнины правили Колхидой.
С самого начала своего существования (1204) на территории Трапезундской империи утвердилась династия Великих Комнинов, правившая империей в течение двух с половиной веков и павшая под ударами турок-oсманов в 1461 году. Национально-языковой состав империи был весьма пёстрым, определённые ниши в нём занимали греки, лазы, грузины, армяне, итальянцы. По мере инфильтрации тюркского компонента в виде кочевых и полукочевых туркмен и усиления политико-демографического давления со стороны тюркских бейликов из глубин Малой Азии, Трапезундская империя, как и Византийская на последнем этапе своего существования, подверглась сначала латентной тюркизации, затем нарастающей исламизации, и наконец постепенному сжатию до размеров периметра крепостных стен самого Трапезунда и второго по величине города империи — Керасунта, который, согласно преданию, пал через несколько месяцев после столицы. Вплоть до 1340-х годов в Трапезундской империи ощущалось сильное, но постепенно слабеющее культурное и политическое влияние Константинополя: в стране имелись прогреческие и автохтонные клики, столкновения между которыми привели Трапезунд, как и Константинополь того же времени, к пагубной гражданской войне 1340—1355 годов. Последний осколок Трапезундской империи — крымское княжество Феодоро — пал под ударами всё тех же турок-османов в 1475 году. Особенности рельефа Понта помогли местным грекам и в османскую эпоху сохранять свои язык и культуру лучше, чем это могли сделать их соплеменники во внутренних регионах малоазийского плато. Османский геноцид трапезундских греков и армян привёл к их массовому бегству на территорию Российской империи, а затем и Советской России, где до настоящего времени в Причерноморье и Предкавказье компактно проживают понтийские греки и хемшилы (амшенцы).

## История
После гибели византийского императора Андроника I Комнина и его сыновей (1185 год), сторонникам низвергнутого дома удалось спасти двух несовершеннолетних сыновей царевича Мануила — Алексея и Давида (их матерью была Русудан, дочь грузинского царя Георгия III); они воспитывались сначала в Константинополе, скрываясь от мстительных Ангелов, а в 1203 году, во время войны с латинянами, бежали в Трапезунд (где находились их фамильные земли), а затем в Грузию, где царствовала их тётка по матери — царица Тамара.
Находясь в ссоре с Алексеем III, царица дала своим племянникам средства на приобретение самостоятельного владения на территории империи. Во главе грузинских войск Алексей и Давид перешли из Грузии в Понт. Алексей был провозглашён своими воинами «императором ромеев» и 23 апреля 1204 года вступил в Трапезунд, который и стал столицей нового царства, а 25 апреля состоялась его коронация.

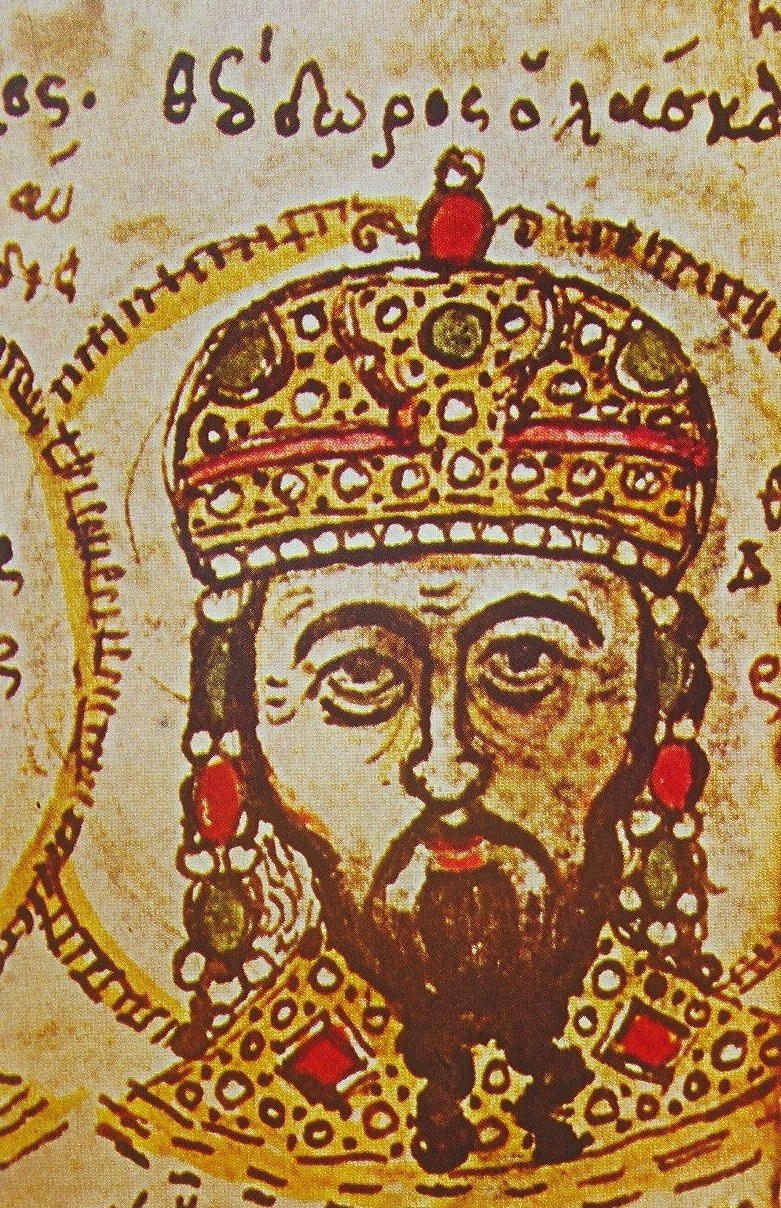
Никейский император Феодор I Ласкарис, не позволивший Комнинам распространить свою власть на византийскую Малую Азию

Население испытывало симпатию к Комнинам; императорские войска в Халдии перешли на сторону Алексея, правитель области (из династии Гаврасов) был изгнан. Давид утвердился западнее и проник до Пафлагонии, с восторгом встречаемый населением, которое нуждалось в защите против турок и крестоносцев. Он овладел Керасунтом, Амастридой, Теосом и Синопом. Всё Черноморское побережье, от Гераклеи до Кавказа, кроме Амиса (Самсуна), находившегося в руках сельджуков, — покорилось Великим Комнинам.
Основанное ими царство восстановило государственный порядок на значительной территории в Малой Азии, но привело к раздроблению греческих сил в Азии: вслед за падением Константинополя (1204) открылось соперничество между Великими Комнинами и основателем Никейского царства, Феодором Ласкарисом. В 1205 году Давид готовился завладеть Никомедией, очищенной франками; но Ласкарис заключил против Комнинов союз с иконийскими сельджуками. Алексей был разбит турками под стенами осаждённого им Самсуна, а на реке Сангарии Давид потерпел поражение от Ласкариса. Чтобы отстоять Гераклею (в Вифинии), Давид стал вассалом латинского императора Генриха I, который по условиям раздела Византийской империи был единоличным властителем её малоазийских владений.
Этот союз повредил Великим Комнинам в глазах греческого населения, ненавидевшего франков, а франкское вспомогательное войско было уничтожено у Никомедии полководцем Ласкариса. Давид был осаждён в Гераклее, и только нападение Генриха I на Никею временно спасло Комнина.

### Упадок
В 1212 году Ласкарис отнял у Давида все западные области и заставил его довольствоваться городом Синоп, находившимся в бывшей Пафлагонской феме.
Ещё опаснее оказались сельджуки, также стремившиеся утвердиться на Чёрном море. В 1214 году они взяли город хитростью: прознав о том, что в его окрестностях отдыхает Алексей, они захватили его в плен. После этого на виду у осаждённых началась пытка правителя, который начал упрашивать своих подданных сдаться. Трапезундская империя признавала себя вассалом Конийского султаната и в обмен на защиту обещала ежегодно выплачивать дань (12 000 золотых, 500 коней, 2000 коров, 10 000 баранов и 50 вьюков с разными товарами) и выставлять войско по требованию султана. Подчинением туркам Трапезундская империя обеспечила себе безопасность сухопутной торговли государства, доходившего на востоке до Фазиса. С приобретением флота, Комнины пытались упрочить свою власть в Ператии, находившейся под управлением вполне самостоятельных трапезундских губернаторов (возможно, всё тех же Гаврасов).

Трапезундская империя в 1265 году

Алексей I, принявший титул «Великого Комнина», был способным правителем. После его смерти открылась борьба между схолариями и месохалдиями — придворной аристократией, пришедшей в Трапезунд вместе с Комнинами, — и местными магнатами. Зять и преемник Алексея I — Андроник I Гид мужественно оборонялся от сельджуков.
Около этого времени Малой Азии стал угрожать новый страшный враг — монголы; общая опасность заставила прежних соперников сплотиться, и Трапезундская империя при Мануиле I тесно примкнула к Конийскому султанату. Войска султана, в состав которых входили и отряды его союзников и вассалов, были разбиты монголами в Армении (1244); монголы вторгнулись в Икониум, дошли до Ангоры и заставили сельджуков купить мир деньгами. Тяжкий удар, постигший турецкую державу, оказался полезен для маленького греческого царства, которому постоянно угрожали сельджуки и продлил его существование.
Мануил Комнин стал данником монголов, чем обезопасил свои владения от грабежей победителей. Захват монголами Багдадского халифата вызвал запустение прежних торговых путей от Тигра и Евфрата к Средиземному морю и перемещение их к Чёрному морю; монголы сделали персидский Тавриз торговым центром, откуда среднеазиатские товары двигались на Чёрное море. С другой стороны, Трапезунд уже издавна посещался малоазиатскими, сирийскими, месопотамскими, русскими и кавказскими торговцами, привозившими свои товары. Таким образом, после гибели Багдада этот город стал передаточной станцией между Востоком и Западом.
Иоанн II Комнин, женившись на дочери византийского императора Михаила VIII Палеолога, сложил с себя титул «императора ромеев» (1282). С тех пор Трапезундский царь носит титул «императора Востока, Иверии и Ператии». Несмотря на внутренние раздоры, Иоанн удачно отражал туркменскую орду Кара-Коюнлу. Алексею II пришлось с оружием в руках отстаивать достоинство своей державы против генуэзцев, хотевших хозяйничать в Трапезунде так же произвольно, как и на Босфоре. После его смерти (1340) наступила смута.
Несовершеннолетнего Мануила II устранили; государством стал править его дядя Василий I, а затем его вдова Ирина, незаконная дочь византийского царя. Часть аристократии восстала против правительницы; начались уличные побоища, пожары и разрушения. В то же время диярбакырские турки сожгли предместья города и конторы иностранных купцов. Царский престол стал игрушкою в руках партий, которые то возводили, то низвергали государей по своему усмотрению.
Дочь Алексея II, Анна, опираясь на местную знать, изгнала Ирину, но сама вскоре погибла насильственной смертью.

Бейлики Малой Азии

После кратковременного правления Михаила, младшего брата Алексея II, часть знати, тянувшая к Византии, посадила на престол 20-летнего сына Михаила. Новый государь, принявший имя Иоанна III, вскоре перессорился со своими сторонниками и должен был уступить престол своему отцу Михаилу.
Этому царю удалось справиться с вождями аристократии и своевольными схолариями, но он втянулся в распрю с генуэзцами, опустошившими в 1348 году Керасунт и заставившими престарелого царя возвратить им отнятый у них при Алексее II квартал Леонтокастрон.
В 1349 году вспыхнула революция схолариев, поддержанная византийским правительством, и на место свергнутого Михаила на престол был посажен 12-летний незаконный сын Василия — Алексей III (1350—1390). По достижении зрелости оказался удовлетворительным правителем, но принуждён был вести изнурительную борьбу с генуэзцами и туркменами. Чтобы сломить монополию генуэзцев, он заключил в 1367 году торговый договор с Венецией.
Город украсился при нём храмами и монастырями. Его талантливый сын Мануил III получил в наследство цветущее государство, пользовавшееся, после разложения сельджукской державы, полной самостоятельностью.
С нашествием Тамерлана Трапезундская империя снова стала данницей монголов, но разумной уступчивостью Мануил избавил свои земли от разгрома. Он должен был доставить Тимуру военные корабли и помогать во время борьбы его с Баязидом. После смерти Тимура зависимость от монголов прекратилась.
В XV веке династия Комнинов совершенно выродилась. Двор становится очагом страшных преступлений, противоестественных пороков и полного нравственного одичания. Вместе с тем Трапезундская империя стала данницей османских турок. После падения Константинополя она просуществовала только 8 лет.

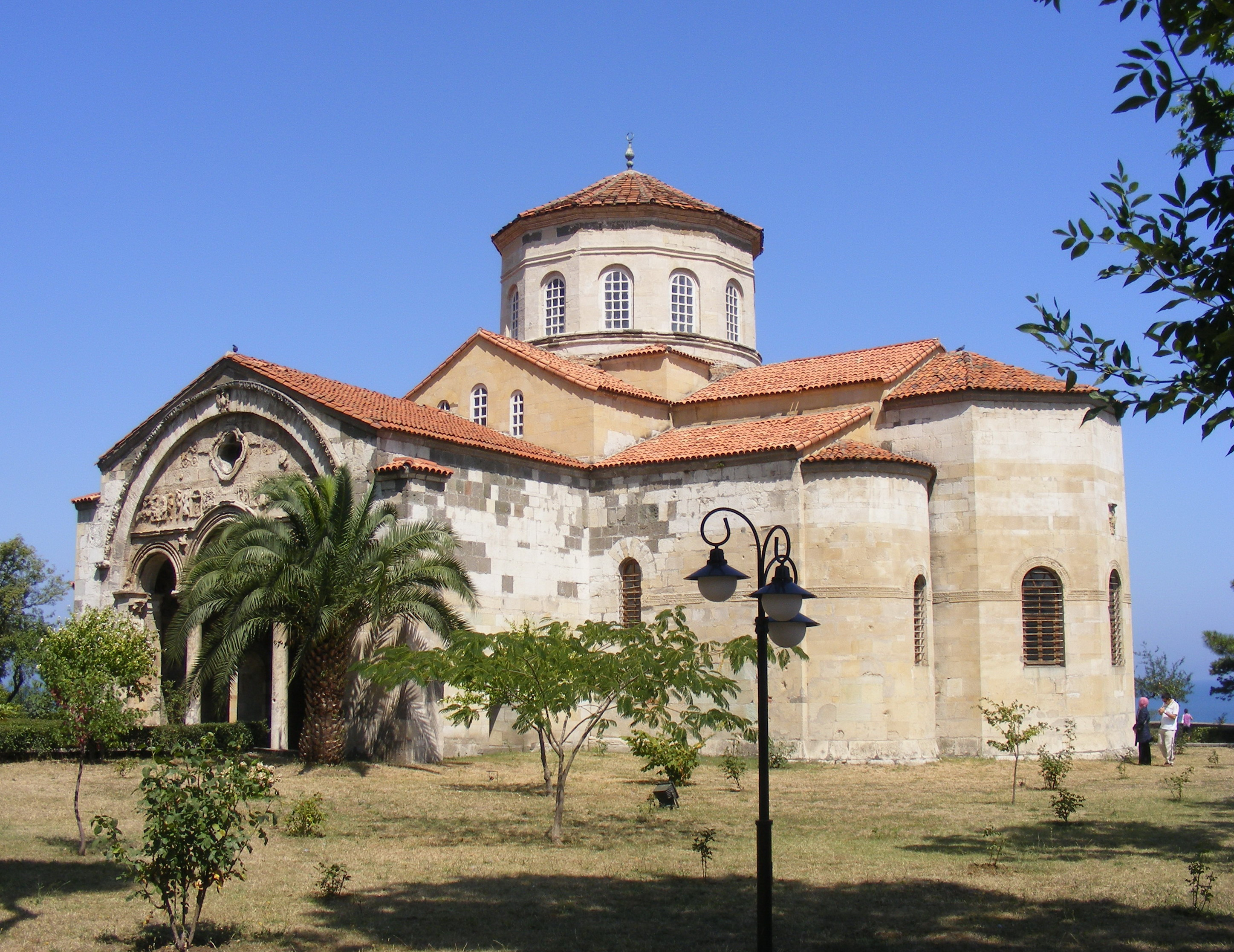
Софийский собор в Трапезунде — главный храм империи

Отцеубийца Иоанн IV стал искать союзников против турок и нашёл их в туркменской орде Ак-Коюнлу («белого барана»), владевшей частью Армении и Персии; союз этот был скреплён браком царской дочери Екатерины с ханом Узун-Хасаном.
После смерти Иоанна его брат Давид, устранив законного наследника, захватил в руки власть, но своей трусливой и коварной политикой окончательно погубил империю. Союз его с туркменами был неудачен, так как хан при первом приближении османских турок к Эрзеруму заключил с Магометом II мир. Султан блокировал Трапезунд с моря и с суши, и Давид сдался (1461). Вскоре турки стали подозревать его в тайных сношениях с племянницей, женою хана. Давид отказался принять ислам и был задушен вместе с 7 сыновьями и племянником (1470). У него осталась единственная дочь, которая вышла замуж за грузинского князя из рода Гуриели.

### В составе Османской империи
Турецкий султан Мехмед II старался превратить Трапезунд в турецкий город: аристократия и более зажиточные жители (ремесленники греки, лазы и др.) были насильно переселены в разгромленный в 1453 г. Константинополь, а их поместья розданы турецким солдатам.
Однако многочисленное и довольно компактное, по сравнению с той же Каппадокией, греко-понтийское население сохранялось на территории бывшей империи до начала XX века. По описи 1588 года греки по-прежнему составляли 85 % населения Трабзонского санджака. Этим и объясняется тот весьма необычный для Османской империи факт, что греческий язык здесь долго сохранял свой престиж даже среди турок: современный понтийский диалект турецкого языка до сих пор обнаруживает мощное влияние греческого субстрата, чего не скажешь о других диалектах турецкого языка Анатолии, где сильной тюркизации, наоборот, подвергся сам греческий. Современный лингвистический анализ исторических данных показывает что с XV по XIX века греческий и турецкий языки рассматривались всем населением Понта как равноценные, хотя каждый и приобрел дифференцированные сферы употребления.

## Государственное устройство

### Административное деление
Трапезундская империя делилась на 7 округов (банд): Филабонит (Харшит), Трикомия (Сёгютлю), Трапезунд, Мацука-Палеомацука (Мачка-Хамсикёй), Гемора (Йомра), Сирмена (Сюрмене), Ризеон (Ризе) и фему Великая Лазия, вероятно, единственную фему в административном делении империи. В этих прибрежных регионах система распределения земель императором была в целом схожа с западно-византийской. Во главе этих административных единиц стояли дуки, обладавшие военной и гражданской властью. Ими становились представители авторитетных знатных родов этих областей. Монастыри и церкви также владели относительно большими количествами земли и крестьяне проживавшие на ней фактически были закрепощены. Однако при этом в труднодоступных горных долинах сохранялось и большое количество лично свободных мелких крестьянских хозяйств, что было весьма необычно для XIII века.
Кроме этого, особую роль имел южный район Халдия, которым правил полунезависимый дука, обладавший собственными крепостями и находившийся в вассальных отношениях с императором. Этот правитель не стал независимым лишь из-за агрессивных соседей. В национальном составе этого региона преобладали грузины и армяне, которые воспроизводили здесь соответствующую кавказскому укладу княжеско-феодальную структуру с многочисленными замками. Власть в мелких районах и селах нередко прямо принадлежала крупным собственникам, правившим на основе местного права и бывших фактически независимыми. Они только состояли в вассальных отношениях с наместниками: дуками, начальниками крепостей и гарнизонов.
Кроме Малой Азии, власть империи признало единственное владение Византии на Чёрном море — фема Херсон. Это произошло благодаря тому, что Никея и Эпир не обладали доступом к Чёрному Морю, а Трапезунд сумел сохранить связи с заморскими колониями Византии и оказался их наследником. Крымские колонии выплачивали подати, а архонт был подвластен самому императору. Между колониями и метрополией осуществлялись постоянные морские сношения.

### Территориальные изменения
Как и поздняя Византия, Трапезунд представлял собой скорее квази-империю, которая вела в целом малоэффективную, почти исключительно оборонительную внешнюю политику, постоянно теряя земли и второстепенные города в пользу различных тюркских племён и государств. Как и в случае с Византией, регионы поначалу довольно обширной Трапезундской империи подверглись инфильтрации туркменских племён, которые следуя за своими стадами планомерно заселяли окружавшие основные города земли и долины империи. Активное заселение территории Трапезундской империи кочевыми туркменами началось после 1243 года и происходило в том числе и потому что кочевые туркмены искали за горами спасения от монгольских орд, наводивших на них ужас после поражения при Кёсе-Даге. Но за относительно мирными, хотя и напористыми полукочевниками после ослабления монголов следовали уже гораздо более агрессивные вооружённые формирования, состоявшие из крупных тюркских беев и их тюркских, османских и персидских наёмых воинов, целью которых были захват, разграбление и подчинение под знамёна ислама укреплённых греко-православных городов, оказывавших сопротивление исламизации. В процессе исламизации важную роль играли и дервиши. К 1302 г. это планомерное заселение приобрело характер нашествия: туркмены уже заселили всю западную половину империи и их беи надвигались на Керасунт. В сентябре 1302 года Алексий II сумел одержать над ними победу: в городе была возведена оборонительная крепость, сам город и практически все земли к востоку от него остались во владении империи. Но земли к западу от Керасунта были утрачены навсегда, за исключением крепостeй Унье и Лимния, выдержавшиx туркменскиe осады до 1346 и 1385 гг. соответственно: здесь в узких межгорных причерноморских долинах образовался целая полоса из 6 мелких тюркских бейликов под общим названием Джаник, самым авторитетным из которых на время стал Таджеддиногуллары. В 1420—1428 гг. их всеx поглотила Османская империя.
- 1204—1211 гг: переход византийскиx Пафлагонии и Мезофинии под контроль Трапезунда после падения Константинополя
- 1212 год: утрата Гераклии и Амстриды в пользу Никейской империи.
- 1214—1254 год: временная утрата Синопа и Унье в пользу Конийского султаната.
- 1228—1230 гг.: временное возвращение Унье под контроль Трапезунда.
- 1243 год: начало массового притока туркменских племён.
- 1243—1297 гг.: временное возвращение Унье под контроль Трапезунда.
- 1254—1265 гг: Синоп временно возвращен; затем утрачен навсегда.
- 1290-e гг.: возведение замка в Унье для защиты от туркменских вторжений.
- 1302 год: Гиресунская битва, туркмены отброшены от Гиресун, но все земли к западу от него, за исключением крепости Лимния в устье реки Ирис (Ешильырмак) и крепости Унье, утрачены; империя сокращается практически вдвое[7].
- 1340—1350: вторжение чепни-туркмен в Халдию, падение крепости Сорогайна.
- 1355 год: возвращение Халдии в состав империи.
- 1347—1358 гг: временная утрата Унье.
- 1377 год: г. Сотериополь утрачен в пользу атабега Самцхе[14]
- 1379 год: Лимния отдана императором в качестве приданого своей дочери, вышедшей замуж за турка Таджеддина. Передача власти туркам была однако затруднена протестами местного греческого духовенства.
- 1384 год: хроники православного духовенства Лимнии указывают на то что связи между православными священниками пока ещё трапездунской Лимнии и уже туркменской, но имеющей значительное греческое население, Амасьей затруднены из-за постоянных нападений на православных священников туркменских басмачей, промышлявших на больших дорогах[14].
- 1386 год: захват Лимнии; находим упоминание в тюркских хрониках о том что Таджеддин-челеби с титулом эмир Лимнии передал бразды правления своему сыну Альтамуру. Следовательно Лимния уже не контролируется Трапезундом. Трапезундский документ 1432 года указывает на то что греческие крестьяне из отданной туркменам Лимнии были переселены в Магер, расположенный в более безопасной центральной части Понта[15].
- 1445 год: падение Унье[14]
- 1461 год: падение Трапезундa и Керасунта
- 1468 год: падение острова Ареса[англ.] напротив Керасунта[15]
- 1475 год: падение Феодоро
- 1478 год: падение Халдии

## Трапезундские императоры
- Список императоров Трапезунда